# Windhausen (Aislingen)
Windhausen ist ein Gemeindeteil von Aislingen im schwäbischen Landkreis Dillingen an der Donau in Bayern. Windhausen, das als Gemeindeteil von Baumgarten am 1. Mai 1978 zur Gemeinde Aislingen kam, liegt 500 Meter nordöstlich von Baumgarten beiderseits des Lohgrabens.

## Geschichte
Der Ort wird 1140 in einer Schenkungsurkunde als „Windehusen“ erstmals überliefert. Windhausen wurde vermutlich als eine Ausbausiedlung von Aislingen angelegt. Der Besitz in Windhausen war sehr zersplittert, so dass im späten 15. Jahrhundert an der Grundherrschaft die Klöster Echenbrunn und Fultenbach, die Kirchen in Aislingen und Waldkirch sowie die Herrschaft Baumgarten Anteile besaßen. Im 18. Jahrhundert gehörte Windhausen zur Herrschaft Glött und kam mit ihr 1806 an das Königreich Bayern.

## Bodendenkmäler
Siehe: Liste der Bodendenkmäler in Aislingen